# يجورو يامادا
يجورو يامادا (باليابانية: 山田 午郎) (مواليد 3 مارس 1894)، هو لاعب كرة قدم ياباني سابق كان يلعب كمدافع.